# قاری‌کند
قاری‌کند (به لاتین: Qarikənd یا Qarıkənd) یک منطقه مسکونی در جمهوری آذربایجان است که در شهرستان گدابیگ واقع شده است. قاری‌کند ۳۷۴ نفر جمعیت دارد.